# Cyamophila rhombifera
Cyamophila rhombifera är en insektsart som först beskrevs av Loginova 1964.  Cyamophila rhombifera ingår i släktet Cyamophila och familjen rundbladloppor. Inga underarter finns listade i Catalogue of Life.